# Кедровий (Магаданська область)
Кедровий (рос. Кедровый) — селище в Сусуманському районі Магаданської області Росії.

## Географія
Географічні координати: 63°00' пн. ш. 147°03' сх. д. Часовий пояс — UTC+10.
Відстань до районного центру, міста Сусуман, становить 80 км, а до обласного центру — 570 км. Через селище протікає річка Мяунджа.

## Населення
Чисельність населення за роками:
| 2010 | 2014 |
| ---- | ---- |
| 121  | 115  |

За даними перепису населення 2010 року на території селища проживала 121 особа. Частка чоловіків у населенні складала 59,5% або 72 особи, жінок — 40,5% або 49 осіб.